# CruiseControl
CruiseControl представляет собой программный инструмент непрерывной интеграции, основанный на Java, предназначенный для автоматизации процесса сборки. Он предоставляет сетевой интерфейс для управления и просмотра информации о сборке, который идеально интегрируется с Apache Ant и различными системами контроля версий.
Инструмент функционирует в цикле сборки, реализованном в виде демона, который периодически проверяет систему контроля версий на предмет изменений в кодовой базе. При необходимости он запускает сборку и уведомляет пользователей о состоянии процесса.
CruiseControl использует два метода для уведомления о состоянии сборки. Классический метод использует стандартные страницы JSP, в то время как более современный подход, представленный в версии Moderna 2.7, представляет результаты в виде панели, объединяющей различные виды, в которой используются визуально привлекательные элементы, такие как цвета, значки и интерактивные элементы, которые появляются при наведении курсора на объекты.
Для отчёта о состоянии разработки используются два метода: первый (классический) реализован в виде стандартных JSP-страниц, второй (начиная с версии 2.7) отображает результаты на панели, которая объединяет большое количество различных видов, широко используя цвета, значки, элементы и всплывающие окна при наведении на объекты.
В дополнение к версии для Java, CruiseControl предлагает версии для платформы Microsoft.NET (CruiseControl.NET, CCNet) и среды Ruby (CruiseControl.rb).